# San José la Reforma
San José la Reforma är en ort i Mexiko.   Den ligger i kommunen Amatenango del Valle och delstaten Chiapas, i den sydöstra delen av landet, 800 km öster om huvudstaden Mexico City. San José la Reforma ligger 2 125 meter över havet och antalet invånare är 177.
Terrängen runt San José la Reforma är lite bergig. Runt San José la Reforma är det ganska tätbefolkat, med 100 invånare per kvadratkilometer. Närmaste större samhälle är Teopisca, 15,6 km nordväst om San José la Reforma. I omgivningarna runt San José la Reforma växer huvudsakligen savannskog.